# いるか座デルタ星
いるか座δ星 (Delta Delphini, Del Del) とは、いるか座に存在するスペクトル型A型の4等星で、いるか座を形作る恒星の一つ。ヒッパルコス衛星が観測した年周視差に基づくと、太陽から203光年（±9光年）の距離に存在している。

## 概要
いるか座δ星はスペクトル型A7IIIpの巨星で、太陽より大きい高温の星である。スペクトルの観測から分光連星であることが示唆されており、大きさや性質のよく似た二つの星から構成されると考えられている。
1956年にたて座δ星型と呼ばれる短周期の脈動変光星であることが発見された。変光の詳細なパラメータは研究によって微妙に異なった値が与えられているが、2000年に作成されたたて座δ星型変光星に関する星表では、変光周期は0.1568日で、4.43等級を中心に0.07等級の振幅で明るさを変えるとされている。この星の実際の変光曲線はやや複雑で、0.15日程度の基本的な変動に、より短周期の成分が合成されたものになっている。
また、いるか座δ星は化学特異星としても知られる。原子番号が鉄族元素までの元素は星の表面に太陽の半分程度の比率でしか存在しないが、ストロンチウムやバリウムなど原子番号の大きい元素は鉄の4倍から8倍も含まれている。この傾向は、Am星あるいは金属線星と呼ばれる特異星のものに似ている。Am星は主にA型の主系列星に見られるものだが、いるか座δ星のように準巨星や巨星に同様の特徴が見出せる場合は「いるか座δ星型」というスペクトル型が与えられる。